# シロティ・ナグリ文字
シロティ・ナグリ文字（シロティ・ナグリもじ、ꠍꠤꠟꠐꠤ ꠘꠣꠉꠞꠤ siloṭi nagri）は、主にバングラデシュ東部とアッサム地方東部で話されるシレット語を表記するための文字である。ブラーフミー系文字に属するが、インドの他の文字とは異なるいくつかの特徴を有する。
左から右へ書かれるアブギダである。

## 概要
シロティ・ナグリ文字は明らかに北方ブラーフミー系の文字であるが、歴史には不明の点が多い。ベンガル文字やデーヴァナーガリーと表面的には似ているが、これらから派生した文字ではなく、カイティー文字の変種であると考えられている。
1870年ごろに木版印刷が行われ、その後金属活字も導入された。東西パキスタンの独立までは学校でも教えられていたが、その後は衰え、活字も1970年代には使われなくなった。バングラデシュのシレット管区の識字率は28.2%（1991年）だが、その大部分はベンガル文字であり、シロティ・ナグリが読み書きできる人は数千人に過ぎないと考えられている。

## 構造
シレット語の母音は a i u e o の5種類であり、長短の区別はない。それを反映して母音字も5つだけ存在する。e と o の文字は歴史的には子音の y と v の文字に由来する。
シレット語には29の子音がある。シロティ・ナグリ文字の子音字は27個（アヌスヴァーラを加えて28個）がある。一般にインドの文字に存在する鼻音 ṅ ñ ṇ の文字がなく、ś ṣ s の区別もなされない。アヌスヴァーラは語末では[ŋ]の音になる。
ほかのインドの文字と同様、子音字単独では潜在母音oが後続する。それ以外の母音が後続するときには母音記号を加える。母音記号は5種類あり、それ以外にiで終わる二重母音のための記号(dvisvara)がある。この記号を子音に加えると母音oiが後続することを表すが、子音に母音記号を加えてさらに二重母音記号を加えることもできる。たとえばaの母音記号を加えてから二重母音記号を加えるとaiが後続することを表す。
シレット語では子音結合がきわめて少なく、結合文字の使用はさかんではない。結合文字を使わず、母音の続かない子音字に何の記号も加えないこともある。
ヴィラーマに相当する記号（hasanta）は近年（20世紀なかば以降）になって導入されたものであり、主に教育目的で用いられる。
手書きの文献では子音だけでなく、母音と子音、あるいは母音どうしも結合されることがある。さらに子音結合でない（途中に母音がはさまる）にもかかわらず結合文字を使う「偽の結合文字」も存在する。

## Unicode
2005年のUnicodeバージョン4.1で、基本多言語面のU+A800..U+A82Fに追加された。
| Syloti Nagri |   |   |   |   |   |   |   |   |   |   |   |   |   |   |   |   |
|              | 0 | 1 | 2 | 3 | 4 | 5 | 6 | 7 | 8 | 9 | A | B | C | D | E | F |
| U+A80x       | ꠀ | ꠁ | ꠂ  | ꠃ | ꠄ | ꠅ | ꠆  | ꠇ | ꠈ | ꠉ | ꠊ | ꠋ  | ꠌ | ꠍ | ꠎ | ꠏ |
| U+A81x       | ꠐ | ꠑ | ꠒ | ꠓ | ꠔ | ꠕ | ꠖ | ꠗ | ꠘ | ꠙ | ꠚ | ꠛ | ꠜ | ꠝ | ꠞ | ꠟ |
| U+A82x       | ꠠ | ꠡ | ꠢ | ꠣ  | ꠤ  | ꠥ  | ꠦ  | ꠧ  | ꠨ | ꠩ | ꠪ | ꠫ |   |   |   |   |